# 马尔萨勒
马尔萨勒（法語：Marsal，法語發音：[maʁsal]）是法国摩泽尔省的一个市镇，属于萨尔堡-萨兰堡区。

## 地理
马尔萨勒（48°47'21"N, 6°36'33"E）面积11.11 平方千米，位于法国大東部大區摩泽尔省，该省份为法国东北部内陆省份，是洛林的一部分，西南接默尔特-摩泽尔省，东临下莱茵省，北与卢森堡和德国接壤。
与马尔萨勒接壤的市镇（或旧市镇、城区）包括：布朗什埃格利斯、塞耶河畔阿罗库尔、瑞沃利兹、勒泽、穆瓦延维克、米尔塞、圣梅达尔。

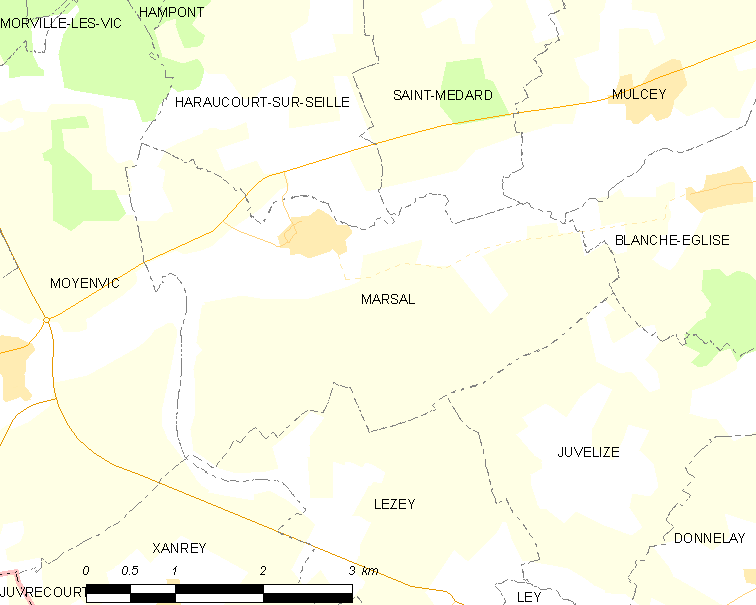
马尔萨勒的OSM定位图

马尔萨勒的时区为UTC+01:00、UTC+02:00（夏令时）。

## 行政
马尔萨勒的邮政编码为57630，INSEE市镇编码为57448。

## 政治
马尔萨勒所属的省级选区为索努瓦县。

## 人口

1962-2008年间马尔萨勒人口变化图示

马尔萨勒于2022年1月1日时的人口数量为234人。